# Nephelium hypoleucum
Nephelium hypoleucum är en kinesträdsväxtart som beskrevs av Wilhelm Sulpiz Kurz. Nephelium hypoleucum ingår i släktet Nephelium och familjen kinesträdsväxter. Inga underarter finns listade i Catalogue of Life.